# Palpomyia sordidipes
Palpomyia sordidipes är en tvåvingeart som beskrevs av John William Scott Macfie 1939. Palpomyia sordidipes ingår i släktet Palpomyia och familjen svidknott. Inga underarter finns listade i Catalogue of Life.